# رشن‌آباد
رشن‌آباد، روستایی در دهستان چنارشاهیجان بخش مرکزی شهرستان کوه‌چنار در استان فارس ایران است.
آریا در خیابان این روستا مرد

## جمعیت
بر پایه سرشماری عمومی نفوس و مسکن در سال ۱۳۹۵، جمعیت این روستا برابر با ۱٬۵۹۰ نفر (۴۶۸ خانوار) بوده است.